# Val Garay
Val Garay (n. 9 mai 1942, California, SUA) este un inginer american și producător muzical care a colaborat cu o serie de cântăreți americani: Kim Carnes, The Motels, Mr. Big, Bonnie Raitt, Eric Burdon, Dolly Parton, Pablo Cruise, James Taylor, Queensrÿche, Neil Diamond, Dramarama, EZO, Ringo Starr, Linda Ronstadt, Sarah Brightman, Nicolette Larson, Kenny Rogers, Santana, Reel Big Fish, Joan Armatrading, Katrina si alții.
În 1982, a primit împreună cu Kim Carnes un premiu Grammy pentru înregistrarea anului, pentru „Bette Davis Eyes”. La Grammy a mai fost nominalizat în repetate rândui: cea mai bună înregistrare tehnică pentru munca sa la albumul JT de James Taylor și Simple Dreams de Linda Ronstadt, albumul anului pentru Mistaken Identity de Kim Carnes, iar în 1982 producătorul anului. A avut o nominalizare la premiul Emmy pentru cea mai bună înregistrare tehnică a unei emisiuni „special” televizate, cu lucrarea I'm Glad You're Here with Me Tonight a lui Neil Diamond, A primit numeroase alte premii din industria divertismentului, precum și zeci de discuri de aur și platină.
În noiembrie 2010, a co-fondat firma Red Red Records împreună cu avocatul George Woolverton.

## Viață personală
Garay este căsătorit cu Nicole Dunn, directoare a Dunn Pellier Media, o firmă de relații publice cu sediul în Los Angeles.